# Кичевска каза
Кичевска каза је била нижа административна јединица у Османском царству. Била је део Битољског санџака и Битољског вилајета. Центар казе, односно кадилука је био у Кичеву. Састојала се из две нахије Прилепске и казе Морихово. Укупно се у саставу казе налазило 118 села и град Кичево. Становништво је почетком 20. века, било мешовито у верском, етничком и националном погледу. Од муслимана су у кази живели Албанци, Торбеши и Роми, док су Хришћни били подељени на патријаршисте и егзархисте, односно србомане, и Бугараше како су једни друге називали. Нахија Порече је била готово искључиво српска-односно србоманска по терминологији њихових супарника егзархиста, "бугараша" како су их "србомани називали. Раббетинска Река и хришћанска села око Кичева била су егзархијска док су Албанци и торбеши насељавали западни део казе.